# Acerotella acerina
Acerotella acerina är en stekelart som beskrevs av Lubomir Masner 1980. Acerotella acerina ingår i släktet Acerotella och familjen gallmyggesteklar. Inga underarter finns listade i Catalogue of Life.